# 188 a.C.

## Eventos
- Caio Lívio Salinador e Marco Valério Messala, cônsules romanos.
- Tratado de Apameia encerra a Guerra romano-síria entre a República Romana e o Império Selêucida de Antíoco III, o Grande.
- Começa a guerra dos romanos na Ligúria, parte da Gália Cisalpina.